# Filipino-Englisch
Filipino-Englisch, Philippinisches Englisch (Englisch: Philippine English) (Filipino: Pilipinong Ingles) auch Taglish  oder Englog genannt, ist eine auf den Philippinen gesprochene Variante des Englischen. Philippinisches Englisch ist an das amerikanische Englisch angelehnt, zeichnet sich aber durch eine eigene Aussprache und einige Eigenheiten in der Grammatik aus. Durch den Sprachkontakt mit einheimischen philippinischen Sprachen haben auch Wörter aus anderen Sprachen Eingang in das philippinische Englisch gefunden.

## Geschichte und Status
Die Philippinen sind ein mehrsprachiges Land mit mehr als 87 Sprachen. Mit der Kolonialisierung der Philippinen durch Spanien im 16. Jahrhundert und die Annexion der Philippinen durch die Vereinigten Staaten von Amerika im 20. Jahrhundert gelangten außerdem noch die spanische und die englische Sprache auf die Philippinen. Auch nach der Unabhängigkeit der Philippinen blieb Englisch eine wichtige Sprache, da es im Land zwar eine Vielzahl von Sprachen gab, aber keine gemeinsame Sprache, mit der sich alle Volksgruppen auf den Philippinen verständigen konnten. Englisch war damit Lingua Franca.
Mit der Etablierung des Filipino, einer standardisierten Variante des Tagalog, als Nationalsprache auf den Philippinen nahm die Bedeutung des Englischen etwas ab, ist aber aufgrund seiner internationalen Bedeutung und der zunehmenden Globalisierung immer noch eine wichtige Sprache auf den Philippinen und neben Filipino auch Unterrichtssprache.
In den Medien und unter gebildeten Mittelklasse- und Oberklasse-Filipinos findet man neben Englisch oft auch ein für die Philippinen charakteristisches Code-Switching und Code-Mixing aus Englisch und Tagalog, das auch als Taglish bezeichnet wird. Die Verwendung von Taglish in den Medien ist in den asiatischen Ländern einzigartiges Phänomen.

## Phonetik und Phonologie
Das philippinische Englisch hat im Wesentlichen ähnliche Konsonanten und Vokale vergleichbar mit dem amerikanischen Englisch, mit einigen Abweichungen.

### Konsonanten
Die Konsonanten des philippinischen Englisch sind:
|                        | bilabial | bilabial | labio- dental | labio- dental | dental | dental | alveolar | alveolar | post- alveolar | post- alveolar | retroflex | retroflex | palatal | palatal | velar | velar | uvular | uvular | pha- ryngal | pha- ryngal | glottal | glottal |
| ---------------------- | -------- | -------- | ------------- | ------------- | ------ | ------ | -------- | -------- | -------------- | -------------- | --------- | --------- | ------- | ------- | ----- | ----- | ------ | ------ | ----------- | ----------- | ------- | ------- |
| stl.                   | sth.     | stl.     | sth.          | stl.          | sth.   | stl.   | sth.     | stl.     | sth.           | stl.           | sth.      | stl.      | sth.    | stl.    | sth.  | stl.  | sth.   | stl.   | sth.        | stl.        | sth.    |         |
| Plosive                | p        | b        |               |               |        |        | t        | d        |                |                |           |           |         |         | k     | g     |        |        |             |             |         |         |
| Nasale                 |          | m        |               |               |        |        |          | n        |                |                |           |           |         |         |       | ŋ     |        |        |             |             |         |         |
| Vibranten              |          |          |               |               |        |        |          | r        |                |                |           |           |         |         |       |       |        |        |             |             |         |         |
| Taps/Flaps             |          |          |               |               |        |        |          |          |                |                |           | ɽ         |         |         |       |       |        |        |             |             |         |         |
| Frikative              |          |          | f             | v             | θ      | ð      | s        | z        | ʃ              | ʒ              |           |           |         |         |       |       |        |        |             |             | h       |         |
| Affrikate              |          |          |               |               |        |        |          |          | t͡ʃ             | d͡ʒ             |           |           |         |         |       |       |        |        |             |             |         |         |
| Approximanten          |          |          |               |               |        |        |          |          |                |                |           | ɻ         |         | j       |       |       |        |        |             |             |         |         |
| laterale Approximanten |          |          |               |               |        |        |          | l        |                |                |           |           |         |         |       |       |        |        |             |             |         |         |

Anmerkungen:
- Die Konsonanten /θ/ und /ð/ werden im Acrolekt in freier Variation mit /t/ und /d/ verwendet. Im Mesolekt und Basilekt existieren /θ/ und /ð/ gar nicht, sondern es werden nur /t/ und /d/ verwendet.
- Die Sibilanten /z/, /ʒ/ und /ʃ/ werden im Mesolekt häufig durch /s/ und /sij/ ersetzt, im Basilekt findet man sie in der Regel gar nicht, sondern nur /s/ und /sij/. So wird z. B. sure in der Regel /sijur/ ausgesprochen.
- Der r-Laut kann wie im amerikanischen Englisch ein retroflexer Approximant /ɻ/ sein oder er wird als Tap realisiert.[6]

### Vokale
Die Vokale des Akrolekts des philippinischen Englisch sind identisch mit den Vokalen des amerikanischen Standardenglisch. Im Mesolekt des philippinischen Englisch sind die Vokale wie folgt:
Einfache Vokale (Monophthonge)
|                 | Vorne | Zentral | Hinten |
| --------------- | ----- | ------- | ------ |
| Geschlossen     | i (ɪ) |         | u (ʊ)  |
| Halbgeschlossen | e     |         | o      |
| Halboffen       | ɛ     | ɔ       |        |
| Offen           |       | ɑ       |        |

Anmerkungen:
- Das philippinische Englisch macht im Mesolekt keinen Unterschied zwischen gespannten und ungespannten Vokalen, so dass Wörter wie pull und pool sowie beat und bit, die sich im britischen Englisch unterscheiden, im philippinischen Englisch eine identische Aussprache haben (Homophone).
- Das philippinische Englisch macht ferner im Mesolekt keine Unterscheidung zwischen /æ/ und /ɑ/, d. h. die Vokale in cat und cot sind im philippinischen Englisch gleich.
- Das Schwa wird häufig durch andere Vokale ersetzt, z. B. /ɑ/.[7][8]

Neben den reinen Vokalen hat das philippinische Englisch mehrere Diphthonge. In der Literatur wird vor allem /aɪ, au, oɪ/ genannt, in mancher Literatur auch /eɪ/. Der Diphthong /oʊ/, den man im amerikanischen Englisch in Wörtern wie boat findet, ist im philippinischen Englisch eher ein Monophthong /o/.

## Grammatik
Die Grammatik des philippinischen Englisch unterscheidet sich nur wenig von der Grammatik des amerikanischen Englisch. Einige Abweichungen sind z. B. die folgenden:
- Sprecher des philippinischen Englisch tendieren dazu, den Suffix -s in der dritten Person Singular wegzulassen.[10]
- Der indefinite Artikel a wird tendenziell weniger benutzt: He is teacher.[10]
- Sprecher des philippinischen Englisch verwenden die Formen des Past Perfect in Kontexten, in denen im amerikanischen oder britischen Englisch eher Present Perfect verwendet würde: He had already left statt He has already left.[10]
- Transitive Verben, die also im britischen und amerikanischen Englisch ein Objekt verlangen würden, können im philippinischen Englisch auch intransitiv verwendet werden: Did you enjoy? / I cannot afford. / I don't like.[11]

## Wortschatz
Der Wortschatz des philippinischen Englisch ist von anderen, auf den Philippinen gesprochenen Sprachen beeinflusst. So findet man Lehnwörter aus dem Spanischen wie bienvenida für eine Willkommensparty oder aus dem Tagalog carabao für Wasserbüffel oder kundiman für ein Liebeslied. Ferner gibt es Lehnübersetzungen wie open the light/radio (für turn on the light/radio). Auch spezifisch philippinische Wortbildungen sind Teil des Wortschatzes, so etwa agrupation (von Spanisch agrupación) für „Gruppe“ oder jeepney (ein Kofferwort aus jeep und jitney, ein kleiner Bus) für einen Jeep, der in ein Personentransportfahrzeug konvertiert wurde.